# Rava (naselje)
Rava je naselje na hrvaškem otoku Rava, ki upravno spada pod mesto Zadar Zadrske županije.

## Geografija
Naselje leži v srednjem delu otoka na 82 mnm visoki vzpetini v notranjosti otoka in koristi ugoden položaj zalivov Marnica, Grbačina in Grbobač na zahodni obali otoka, kjer se je pričela gradnja novih objektov, tako za stanovanja kot tudi za dopust.  Rava je s cesto povezana z naseljem Mala Rava na sevorozahodni stran in s pristanom v zalivu Marnica na zahodni strani otoka.
Okoli zaliva Marnica se razprostira novejše naselje s šolo, pošto, manjšo restavracio in trgovino. V dnu zaliva stojita dva manjša pomola. Daljši rahlo kolenasti pomol je dolg okoli 20 m. Globina morja ob pomolu je do 2,5 m. Tu pristaja tudi potniška ladja, ki povezuje otok z Zadrom.

## Prebivalstvo
V naselju stalno živi okoli 100 prebivalcev.
| Pregled števila prebivalcev po letih | Pregled števila prebivalcev po letih | Pregled števila prebivalcev po letih | Pregled števila prebivalcev po letih | Pregled števila prebivalcev po letih | Pregled števila prebivalcev po letih | Pregled števila prebivalcev po letih | Pregled števila prebivalcev po letih | Pregled števila prebivalcev po letih | Pregled števila prebivalcev po letih | Pregled števila prebivalcev po letih | Pregled števila prebivalcev po letih | Pregled števila prebivalcev po letih | Pregled števila prebivalcev po letih | Pregled števila prebivalcev po letih |
| ------------------------------------ | ------------------------------------ | ------------------------------------ | ------------------------------------ | ------------------------------------ | ------------------------------------ | ------------------------------------ | ------------------------------------ | ------------------------------------ | ------------------------------------ | ------------------------------------ | ------------------------------------ | ------------------------------------ | ------------------------------------ | ------------------------------------ |
| 1857                                 | 1869                                 | 1880                                 | 1890                                 | 1900                                 | 1910                                 | 1921                                 | 1931                                 | 1948                                 | 1953                                 | 1961                                 | 1971                                 | 1981                                 | 1991                                 | 2001                                 |
| 173                                  | 219                                  | 247                                  | 335                                  | 400                                  | 400                                  | 491                                  | 375                                  | 411                                  | 371                                  | 305                                  | 234                                  | 147                                  | 120                                  | 98                                   |

## Zgodovina
Rava je bila že v srednjem veku glavno središče otoka. V srednjem delu naselja , ki se razprostira na manjši ravnici na višini okoli 80 mnm se nahajata osnovna šola in župnijska cerkev »Vele Gospe«, ki se v starih listinah prvič omenja leta 1391.